# Elena Borghi
Elena Borghi (1 de junio de 2002) es una deportista italiana que compite en piragüismo en la modalidad de eslalon. Ganó una medalla de bronce en el Campeonato Europeo de Piragüismo en Eslalon de 2025, en la prueba de C1 por equipos.

## Palmarés internacional
| Campeonato Europeo | Campeonato Europeo         | Campeonato Europeo | Campeonato Europeo |
| Año                | Lugar                      | Medalla            | Competición        |
| ------------------ | -------------------------- | ------------------ | ------------------ |
| 2025               | Vaires-sur-Marne (Francia) | Medalla de bronce  | C1 por equipos     |